# Hildegardstraße
Die Hildegardstraße in München liegt in der Altstadt und verläuft von der Neuturmstraße zum Thomas-Wimmer-Ring.

## Geschichte
Die Hildegardstraße kreuzte seinerzeit die Kanalstraße (die vor der starken Zerstörung des Areals im Zweiten Weltkrieg vom Isartorplatz in nördlicher Richtung bis zur Liebigstraße verlief), zog hinter dem Nationalmuseum vorbei und endete an der Thierschstraße. Die Hildegardstraße ist eine – durch große Umstrukturierungsmaßnahmen 1964, im Zusammenhang mit der Erweiterung des Altstadtrings – inzwischen um die Hälfte verkürzte – Straße und endet deshalb am  Thomas-Wimmer-Ring. Sie erhielt ihren Namen zur Ehrung der Prinzessin Hildegard Luise von Bayern. Die Straße führt diesen Namen seit 17. Januar 1843 und gehörte früher zum „Persfabrikanger“, an dem sich eine große Textilfabrik befand.

## Lage
Die Hildegardstraße beginnt an der Neuturmstraße und endet am Thomas-Wimmer-Ring. Es zweigen die Hochbrückenstraße, die Falckenbergstraße und die Stollbergstraße ab.

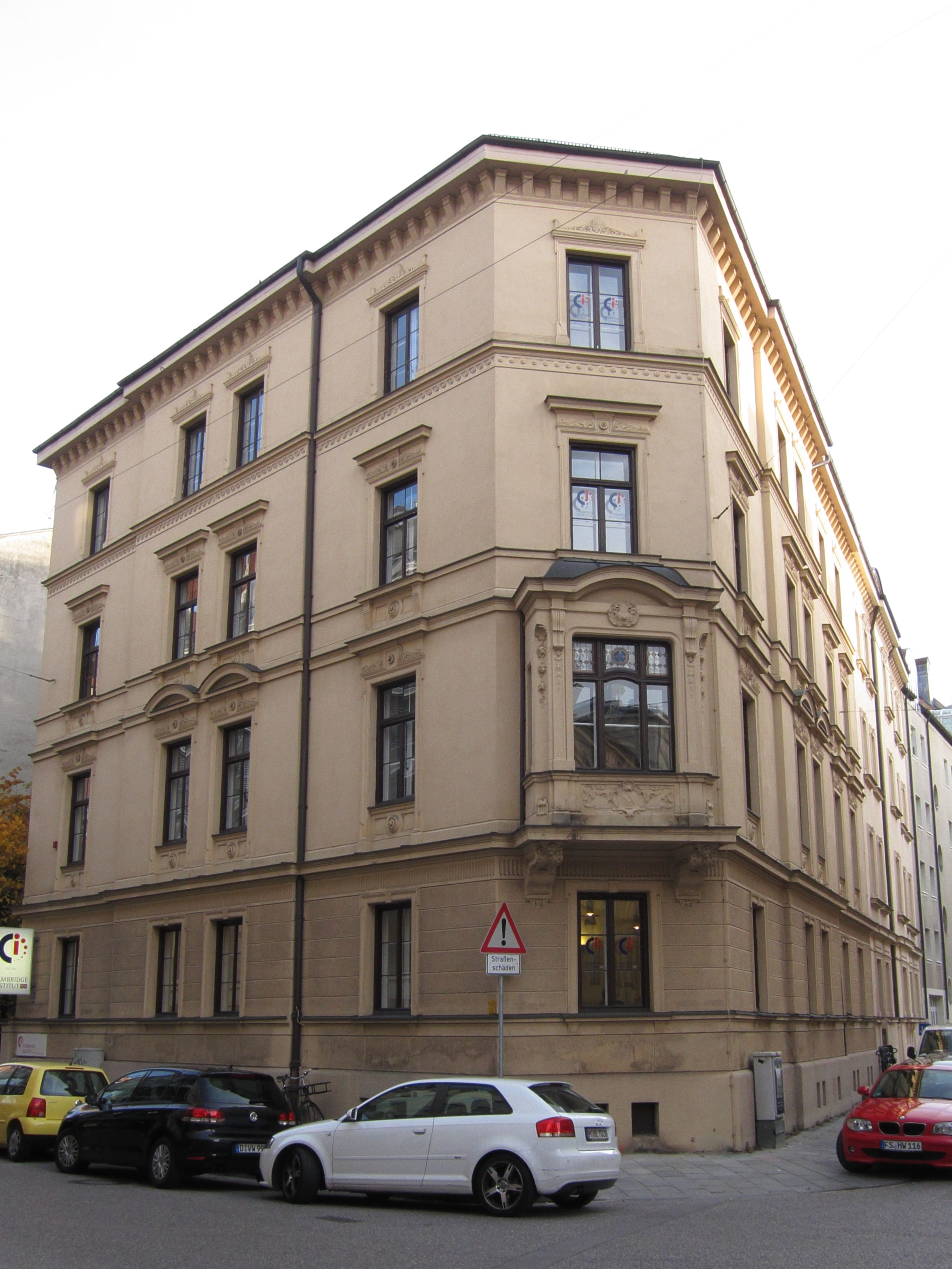
Hildegardstraße 8; Mietshaus, spätklassizistischer Eckbau, um 1860/70.
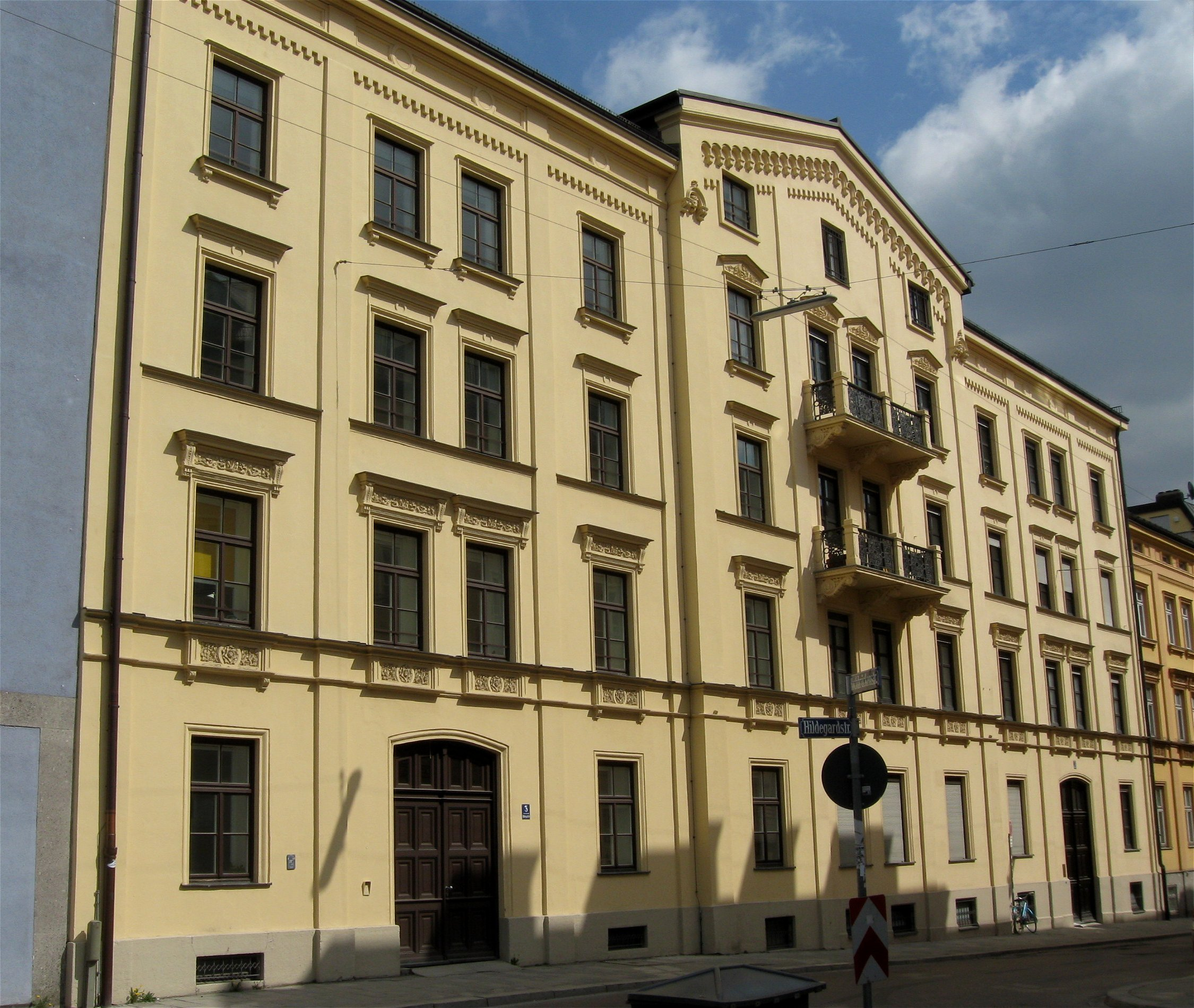
Hildegardstraße 3–5, Maximilianstil, 1872–1874 von Baumeister Reinhold Hirschberg
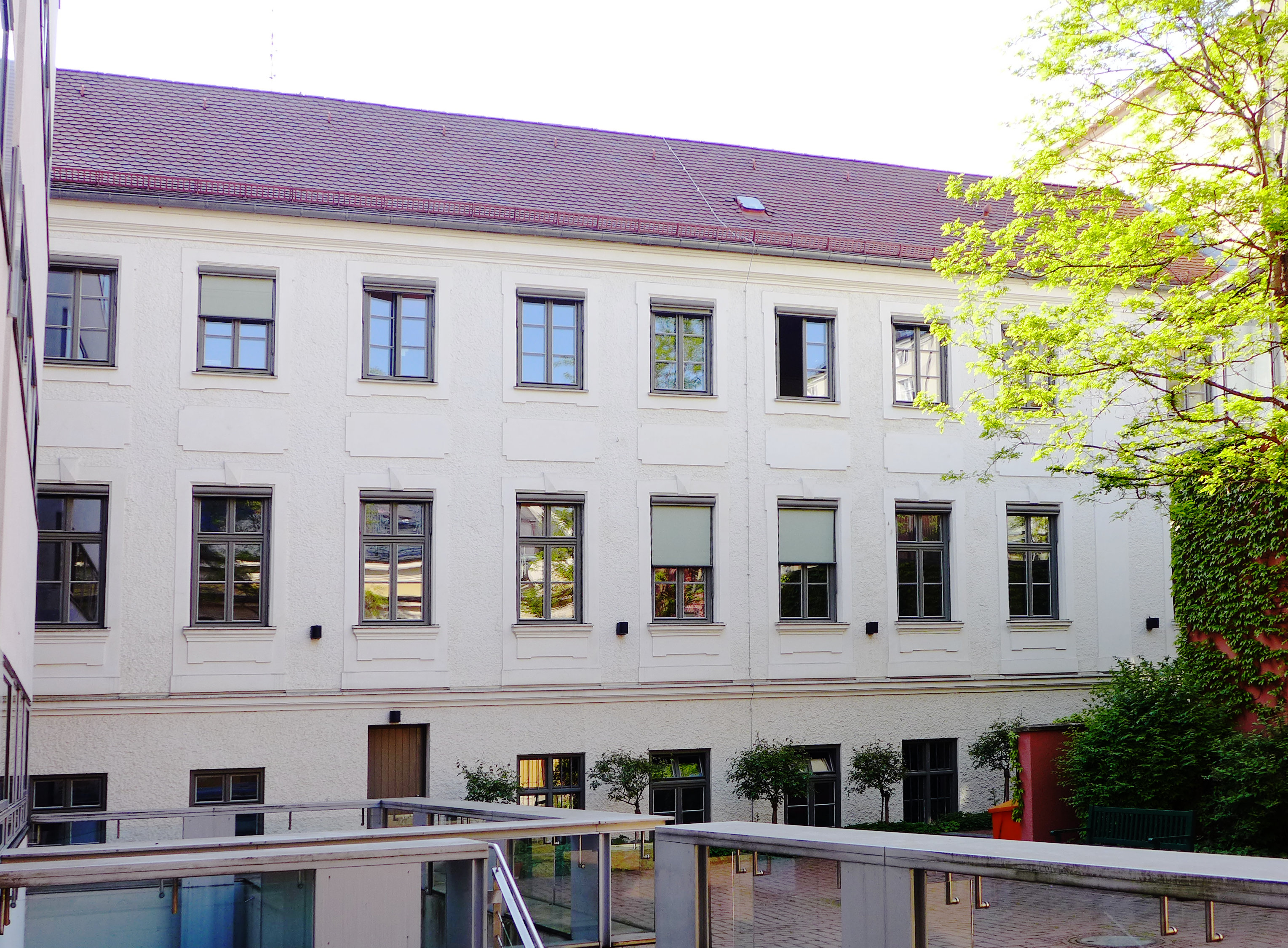
Hildegardstraße 1, Dall’Armi-Haus